# Overcompensating - L'inganno
Overcompensating - L'inganno (Overcompensating) è una serie televisiva creata e prodotta da Benito Skinner, pubblicata il 15 maggio 2025 sulla piattaforma Prime Video.

## Trama
La serie segue la vita di Benny, un ex giocatore di football, durante il suo primo anno alla Yates University alla scoperta della sua sessualità. Benny, infatti, è gay non dichiarato e stringerà amicizia con Carmen, una ragazza emarginata che cerca di integrarsi ad ogni costo.

## Personaggi e interpreti

### Personaggi principali
- Benny, interpretato da Benito Skinner.
- Carmen, interpretata da Wally Baran.
- Peter, interpretato da Adam DiMarco.
- Grace, interpretata da Mary Beth Barone.
- Miles, interpretato da Rish Shah.
- Hailee, interpretata da Chelsea Holmes.

### Personaggi ricorrenti
- George, interpretato da Owen Thiele.
- Gabe, interpretato da Corteon Moore.
- Emily, interpretata da Nell Verlaque.
- Chris, interpretato da Elias Azimi.
- Trent, interpretato da Tomaso Sanelli.
- Bridget, interpretata da Alexandra Beaton.
- Esther, interpretata da Kaia Gerber.
- Trey, interpretato da Austin Lindsay.
- Sammy, interpretato da Lukas Gage.
- Mimi, interpretata da Julia Shiplett.
- Adam, interpretato da David Klein.

### Guest star
- Kathryn, interpretata da Connie Britton.
- John, interpretato da Kyle MacLachlan.
- Charlie, interpretato da James Van Der Beek.
- Charli XCX, interpretata da se stessa.
- Megan Fox, interpretata da se stessa.
- Janet, interpretata da Didi Conn.
- Gigi, interpretata da Maddie Phillips.
- Davis, interpretato da Bowen Yang.
- Jared, interpretato da Matt Rogers.
- Decano Jessica, interpretata da Andrea Martin.

## Episodi
| Stagione       | Episodi | Pubblicazione USA | Pubblicazione Italia |
| -------------- | ------- | ----------------- | -------------------- |
| Prima stagione | 8       | 2025              | 2025                 |

## Riconoscimenti
- Gotham TV Awards
  - 2025 – Candidatura come miglior nuova serie commedia
  - 2025 – Candidatura come miglior attore in una serie commedia a Benito Skinner